# Депп, Павел Евгеньевич
Па́вел Евге́ньевич фон Депп (нем. Paul v. Depp; 29 июля [10 августа] 1894, Санкт-Петербург — 15 сентября 1918, Каспийское море) — один из первых российских морских лётчиков. Участник Первой мировой войны. В 1918 году предпринял рекордную, но неудачную попытку перелёта через Каспийское море, ставшую причиной его гибели.
Потомственный дворянин. Происходит из семьи балтийских немцев, евангелическо-лютеранского вероисповедания.
Правнук одного из первых врачей-педиатров Российской империи, главного доктора Санкт-Петербургского Воспитательного дома Филиппа Филипповича фон Деппа

## Биография
Родился в семье преуспевающего землевладельца, члена Дворянской опеки Дворянского собрания Санкт-Петербурга, Губернского гласного Губернской земской управы, Почётного мирового судьи Ямбургского уезда Евгения Николаевича Деппа. В Ямбургском уезде Петербургской губернии Евгений Николаевич владел двумя большими имениями «Муромицы» и «Курковицы», имением Сумско а также молочной фермой со складом молока и молочной продукции. Он рано скончался и с 1900 года воспитанием Павла и его сестёр занималась мать Елена Рюриковна.
Осенью 1904 года Павел Депп был зачислен в Пятую (Аларчинскую) классическую мужскую гимназию. Учился неохотно и за 6 лет окончил только 5 классов. В 1910 году был переведен с понижением (4-й гимназический класс) в известную Петербургскую гимназию и реальное училище Карла Мая.

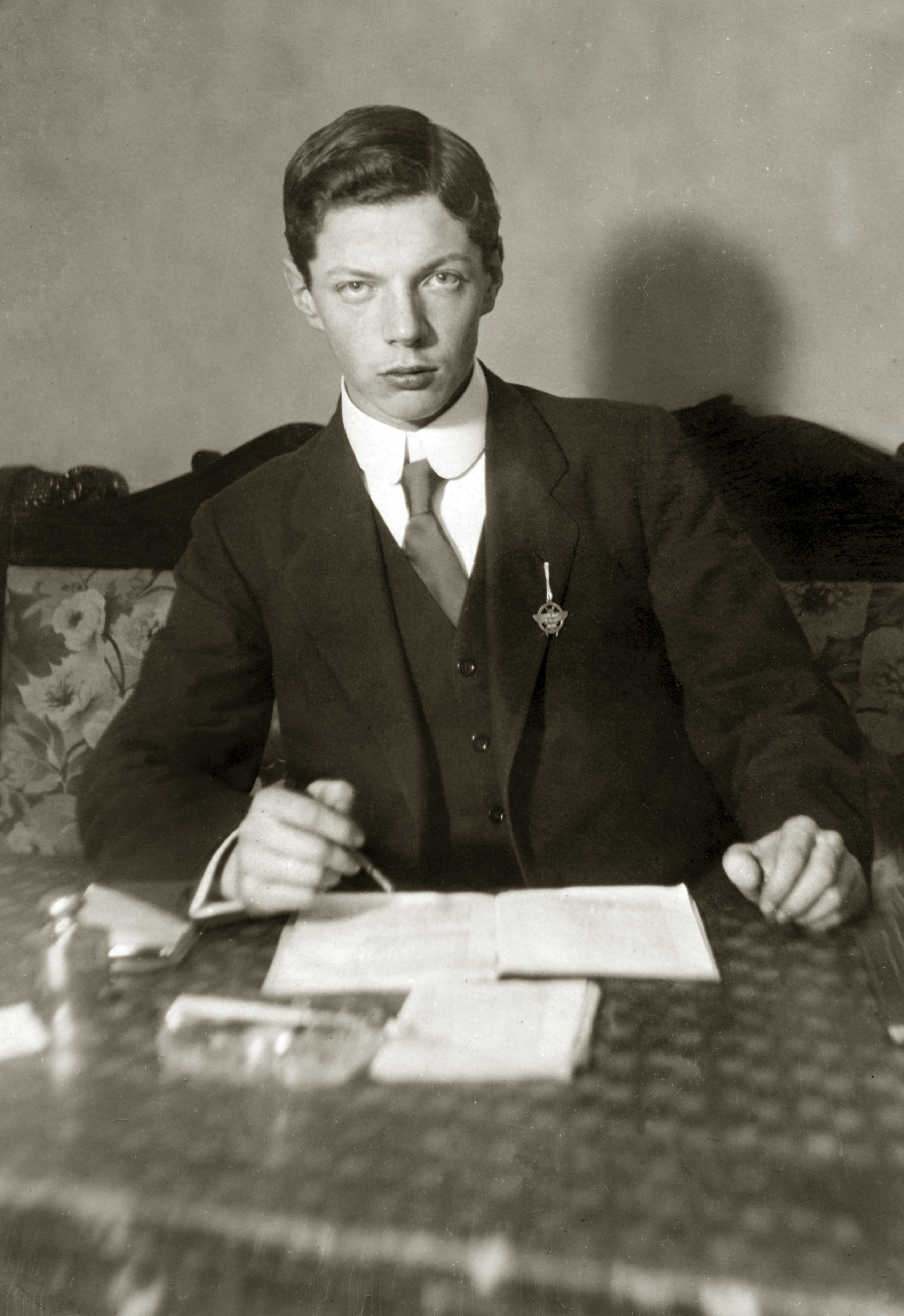
Ученик гимназии К. Мая Павел Депп 1912 г.

В стенах этой гимназии собралась группа учеников, всерьез увлекшихся нарождающейся авиацией. В 1910 году в Гапсале (Эстляндская губерния), где Павел ежегодно отдыхал в усадьбе дяди, он оказался свидетелем, а, возможно, и участником испытаний самодельного летательного аппарата, построенного его товарищем Григорием Векшиным. В тот год журнал «Огонек» писал:

«В Гапсале ученик петербургской частной гимназии К. Мая, 15-летний Г. Векшин с помощью товарищей И. Фельдгуна и Г. Серка ухитрился собственными силами построить планер типа Вуазен, на котором совершил ряд удачных полётов» .— 
С 1912 года Павел вместе со своим другом Виктором Кербером принимал участие в работе первого в России школьного кружка авиамоделистов. Его организатор, гимназист Николай Фаусек назвал кружок «Обществом любителей авиационного спорта».

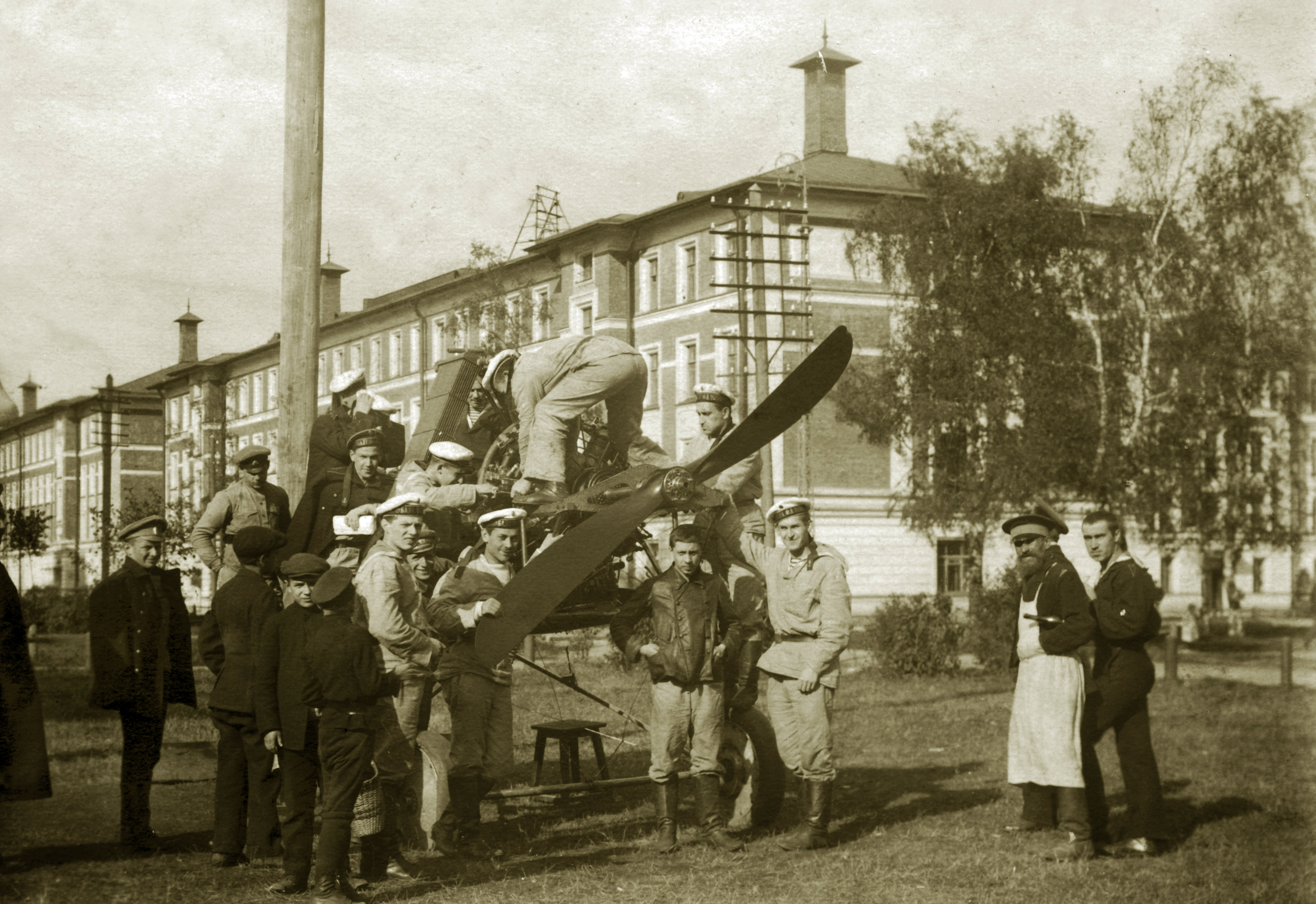
На теоретич. курсах при Политехническом институте. Павел Депп в бескозырке стоит первым слева у винта. 1916 г.

Вскоре после окончания гимназии, в начале 1916 года, на высоте ещё существовавших в обществе патриотических настроений, П. Депп обратился в отдел воздушного флота Особого комитета по усилению флота на добровольные пожертвования (Офицерская ул., д. 35). Он был принят охотником флота и зачислен в Офицерскую школу морской авиации.

 «Курсанты, — охотники флота, проходили сначала строевую подготовку во 2-м Балтийском флотском экипаже, а затем переводились на Теоретические курсы морской авиации, где находились на казарменном положении в здании студенческого общежития Политехнического института…. Для теоретических занятий использовались аудитории Кораблестроительного отделения Политехнического института, а для практических — его мастерские и метеостанция».— 
Пройдя весь этот путь и получив унтер-офицерское звание, осенью 1916 года П. Депп был направлен в Ревель на 3-ю воздушную станцию «Бригитовка». Здесь он до начала зимы обучался полетам на морском поплавковом «Фармане» и летающей лодке М-9. В связи возрастающими революционными настроениями на Ревельской базе флота, к началу 1917 года П. Депп был отозван в Петроград и 2 февраля 1917 года, третьим эшелоном выехал для продолжения обучения в Бакинскую офицерскую школу морской авиации (БОШМА).
В школе морской авиации Павел встретил своего школьного товарища поручика Виктора Кербера (с октября 1916 года — Корвин-Кербера), который был командирован сюда из лейб-гвардии Егерского полка после нескольких месяцев тяжёлых боёв в Галиции.

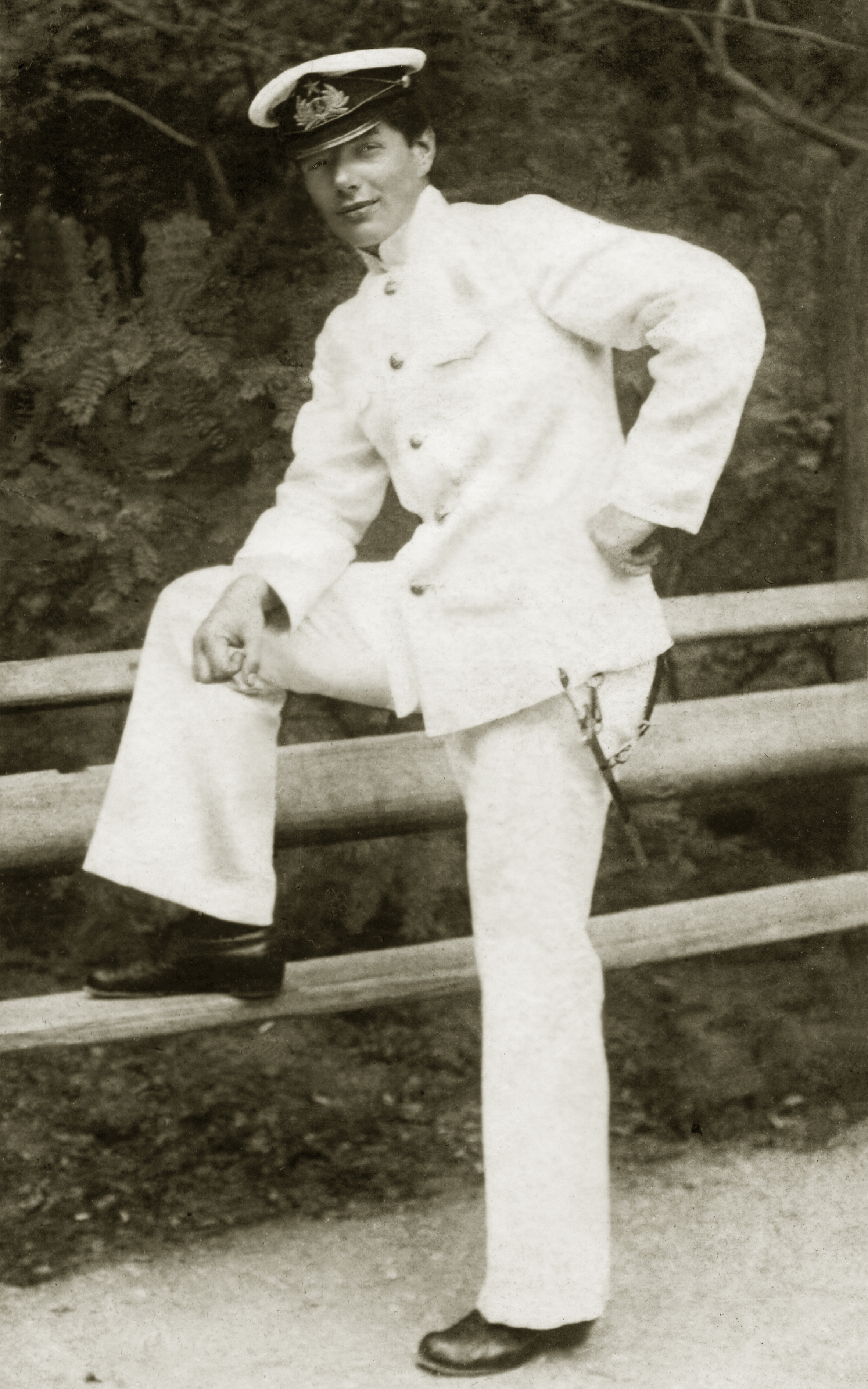
П. Депп сразу после присвоения ему звания "Морской лётчик". Баку, август 1917.

БОШМА находилась в центре Баку и располагала двумя пристанями — «Старотаможенной» и «Каменной», где силами личного состава были построены 7 брезентовых ангаров и деревянные спуски к воде для гидросамолётов. Курсанты обучались пилотированию на летающих лодках различных конструкций. Самой многочисленной и одновременно популярной среди лётчиков была лодка М-5 российского авиаконструктора Д. П. Григоровича. Все курсанты были поделены между 13 отрядами, которые возглавлялись опытными инструкторами.
П. Депп учился пилотированию в отряде «Веди» которым руководил В. Корвин-Кербер. В конце августа 1917 года, успешно пройдя все испытания, Павел получил звание «Морской лётчик» с одновременным присвоением ему чина прапорщика по Адмиралтейству.
С осени 1917 и до весны 1918 года П. Депп выполнял обязанности инструктора БОШМА. Октябрьская революция и приход большевиков к власти в Баку существенно не сказались на её работе. В условиях постоянной военной угрозы со стороны Турецкой армии, которая даже после подписания весной 1918 года Брестского мира не прекратила военных действий, внутриполитическая обстановка в России не оказывала существенного влияния на настроение как постоянного состава школы, так и курсантов. При непосредственном приближении противника БОШМА превратилась в боевую единицу и стала важнейшим инструментом обороны Баку.

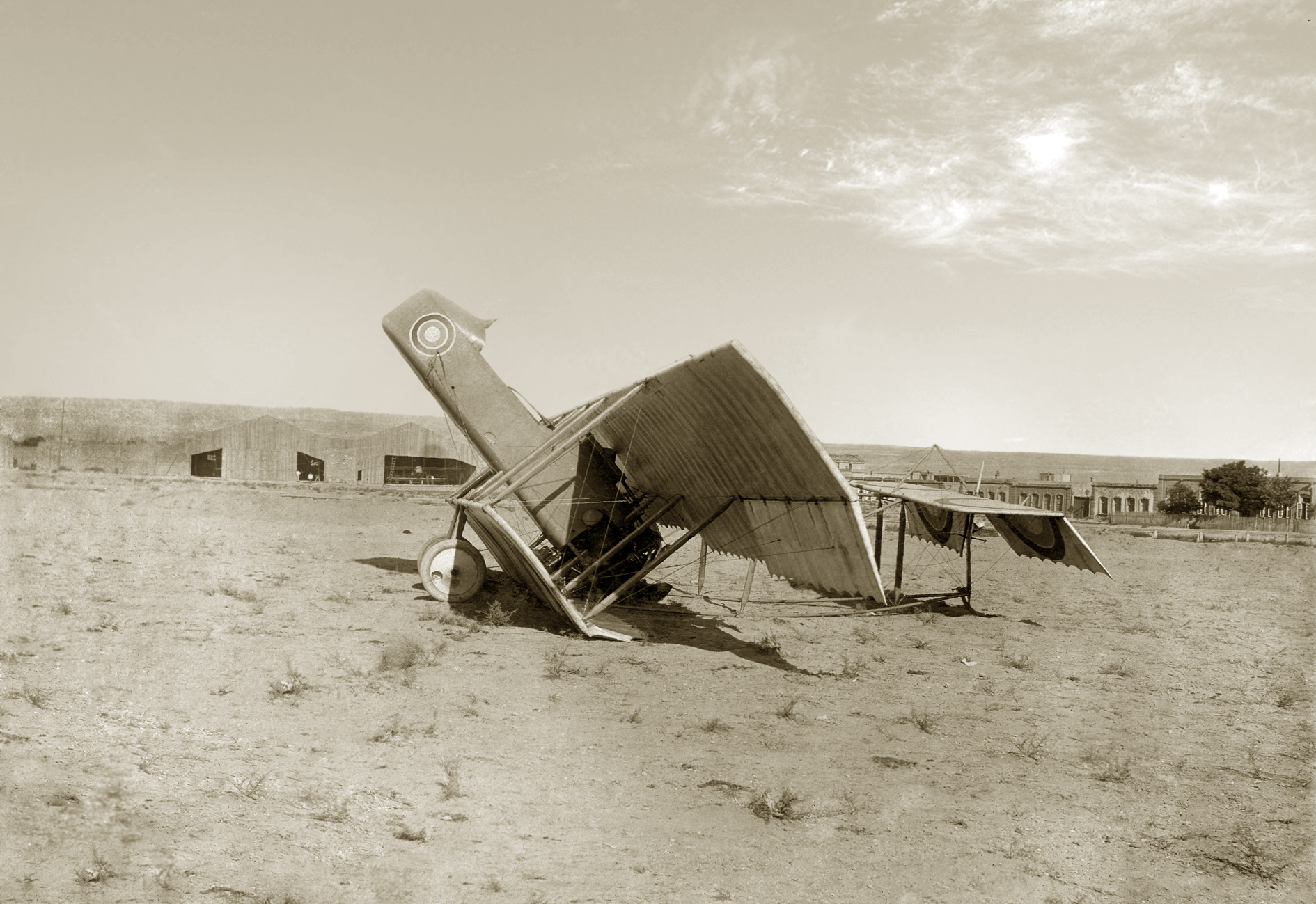
«Фарман-30» Павла Деппа после аварии на аэродроме Арменикенд. Баку, весна 1918 г.

В мае 1918 года Управлением морской авиации Корвин-Кербер с Деппом вызывались в Москву, но лишь для того, чтобы получить назначение в состав вновь сформированного и направленного в Баку Кубанского авиадивизиона. Этот дивизион состоял из тринадцати новых «сухопутных» «Ньюпоров» и должен был усилить оборону города. Несколько «сухопутных» самолётов разных конструкций, бывших в составе БОШМА, также вошли в состав дивизиона. Павел, не имевший достаточного опыта их пилотирования самостоятельно освоил один из двух имевшихся в наличие «Фарманов-30».
Как оказалось, прибывшие в составе Кубанского дивизиона лётчики были подготовлены очень слабо, а его командир военный лётчик С. П. Девель при первом же боевом вылете совершил посадку у турок. Дважды прямо на аэродроме «Ньюпорами» был поврежден «Фарман» П. Деппа. Вскоре все прибывшие из Москвы лётчики были отчислены и отправлены в распоряжение Управления авиацией, а на освободившиеся самолёты пересели морские лётчики. Командиром дивизиона был назначен Корвин-Кербер.
С приходом 1 августа 1918 года к власти в Баку меньшевистского Центрокаспия, гидроавиадивизион (бывшая БОШМА) и Кубанский дивизион составили «Кавказскую авиацию» и перешли в подчинении начальника обороны Баку полковника Л. Ф. Бичерахова. Через 4 дня в город вошёл английский экспедиционный корпус, и началась заключительная фаза обороны Баку от турок.
Самое активное участие в этих боях принимал и П. Депп. На своём «Фармане» с целью бомбометания он совершал по несколько боевых вылетов в день. 19 августа 1918 года помимо звания «Морского лётчика», ему и ещё нескольким офицерам было присвоено звание «Военного лётчика»:

«…Присвоить звание „Военного лётчика“ морским лётчикам: Корвину Виктору, Каменскому Константину, Деппу Павлу, Огородникову Ивану и звание лётчика-наблюдателя Котлярову Александру».— 
14 сентября 1918 года под давлением англичан руководство Центрокаспия и командование фронтом были вынуждены принять решение о сдаче Баку на милость турок. На следующий день уцелевшие самолёты гидродивизиона были эвакуированы, однако сухопутные самолёты Кубанского дивизиона, обладавшие малой дальностью полёта, сохранить было невозможно. Только два «Фармана» могли преодолеть над морем 250 км, отделявшие Баку от Красноводска. Риск был крайне высок. В этот полёт по приказу В. Корвин-Кербера, оставив личные документы, отправился П. Депп вместе с лётчиком-наблюдателем А. Котляровым. На втором самолёте летел И. Огородников.

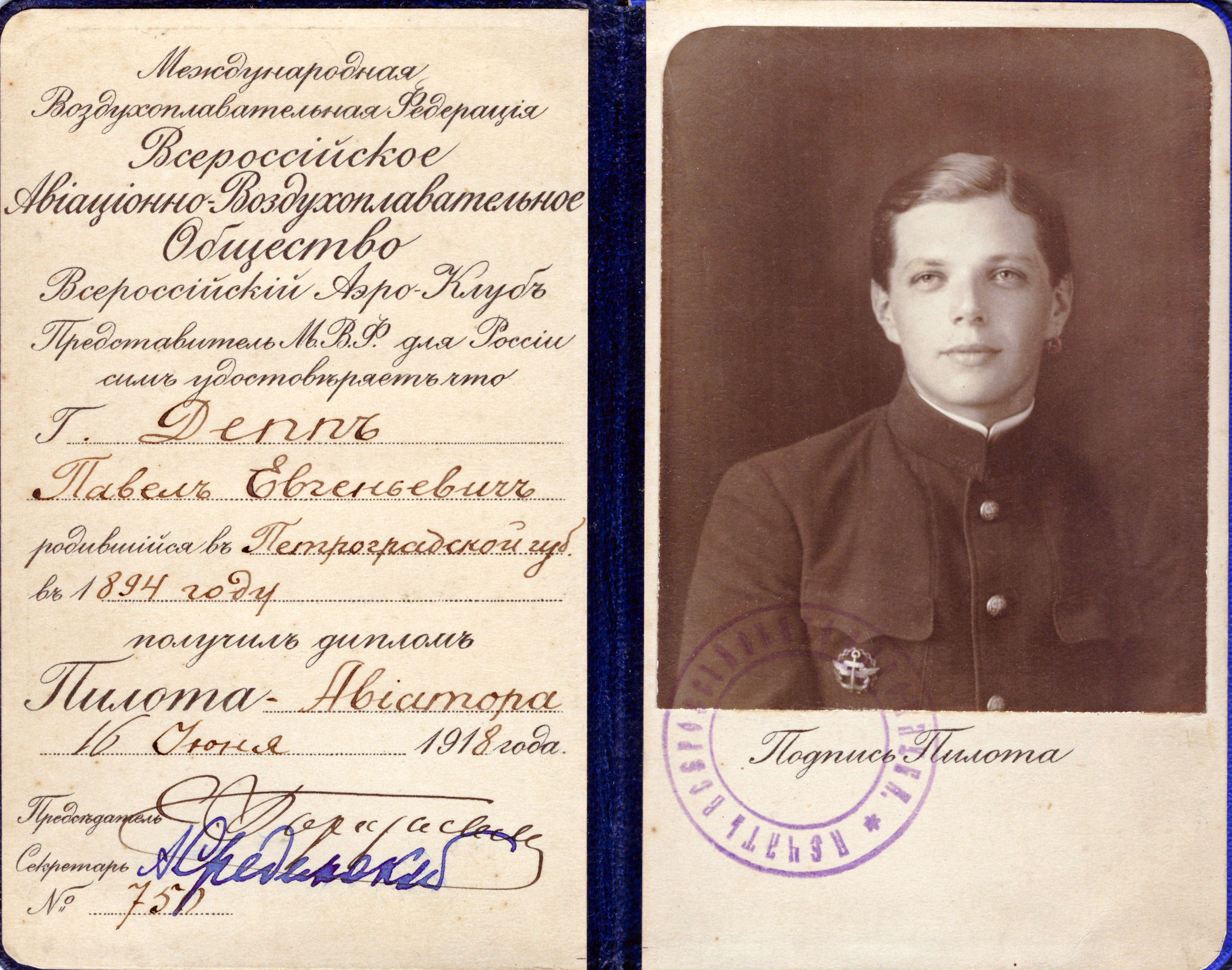
Удостоверение пилота-авиатора Всероссийского Авиационно-Воздухоплавательного общества, выданное Павлу Деппу в 1918 г.

Много лет спустя в письме к историку авиации И. Е. Мосолову В. Л. Корвин-Кербер описывал эти события следующим образом: 
15 сентября при активном наступлении турецких войск на Баку, личный состав был погружен на пароход. Все самолёты, кроме двух «Фарманов-30», и ангары были подожжены. Лётчик П. Депп и Котляров дали свое согласие перелететь в Красноводск, чтобы сохранить самолёт. Такое же согласие лететь на втором «Фармане» изъявил лётчик, фамилию которого я не помню. Был ли это Огородников, я не уверен, и один из механиков. Я наблюдал за вылетом обоих самолётов с пристани, где грузился личный состав дивизиона. С аэродрома поднимался большой клуб дыма. Не долетев до мыса Апшеронского полуострова, один самолёт вернулся на аэродром. Затем он вновь поднялся и улетел направлением на Красноводск. Как позже рассказал лётчик второго самолёта, он вернулся из-за какой-то неисправности. В море он не видел никаких следов первого самолёта. Таким образом, первый самолет погиб при перелете из Баку в Красноводск. По заявлению лётчика второго самолёта пехота вела интенсивный ружейный огонь по пролетавшим самолётам. Возможно, что на самолёте Деппа был прострелен бак. П. Депп был прекрасным пловцом. К сожалению, командование отступавших войск не дало мне права как командиру дивизиона следовать по курсу улетевших самолётов на Красноводск, а заставило, угрожая оружием, следовать в Петровск-Порт (Махачкала). Когда же я там добился разрешения проследовать к самолётам дивизиона в Красноводск, искать в море погибший самолёт было уже поздно.
Из письма В. Корвин-Кербера следует, что лётчику Ивану Огородникову повезло гораздо больше. На своём «Фармане» он удачно приземлился в 40 км. от Красноводска. В 1920 году о героическом перелёте и гибели Павла Деппа 15 сентября 1918 года писала советская газета «Вестник воздушного флота» (№ 3-4). В неразберихе тех лет, автор не учёл, что к моменту сдачи Баку «Кавказская авиация» по сути, находились в подчинении у белогвардейцев.

## Семья
- Мать: Елена Рюриковна Депп (урожд. Коцебу) (1879 – 1961). Окончила гимназию и Высшие женские курсы. Член партии кадетов. В 1904—1917 с детьми проживала в Петербурге по адресу: Торговая ул., д. 18-20. До революции владела молочной фермой, затем работала заведующей молочным пунктом трудовой коммуны. В сентябре 1917 года официально вышла из партии кадетов. 5 сентября 1919 года была арестована в числе 118 членов районных дум партии кадетов. Это совпало с разгромом московской контрреволюционной кадетской организации «Национальный центр»[18]. 20 октября Елена Рюриковна была доставлена в Москву, вскоре заключена в Ивановский лагерь на территории Иоанно-Предтеченского монастыря[6][19] (по другим сведениям в Андроников монастырь). В феврале-марте 1921 года при содействии Л. Б. Красина была выпущена из лагеря, после чего вернула себе девичью фамилию. Проживала в Ленинграде по адресу набережная Крюкова канала, д. 28. Похоронена с дочерьми на Серафимовском кладбище;
- Сестра: Инна Евгеньевна Депп (7.10.1895 – 10.01.1988) — врач-хирург, проживала в Ленинграде;
  - Внучатый племянник: Александр Иванович Новиков — врач, хранитель и исследователь истории семьи;
- Сестра: Милица Евгеньевна Депп (22.08.1896 – 12.02.1985) — врач-гематолог, проживала в Ленинграде;
- Сестра: Александра Евгеньевна Депп (10.11.1897 – 14.07.1999) — одна из первых российских дипломированных женщин-инженеров, работала в ГИПРОМЕЗе, проживала Москве, с 1960 года в Ленинграде.